# Quatre Soeurs
Quatre Soeurs är en ort i Mauritius.   Den ligger i distriktet Flacq, i den sydvästra delen av landet, 30 km sydost om huvudstaden Port Louis. Quatre Soeurs ligger 15 meter över havet och antalet invånare är 3 515. Den ligger på ön Mauritius.
Terrängen runt Quatre Soeurs är kuperad västerut, men åt nordost är den platt. Havet är nära Quatre Soeurs åt sydost.  Närmaste större samhälle är Bel Air Rivière Sèche, 5,1 km norr om Quatre Soeurs. 